# 1976 год в театре
1976 год в театре

## Постановки
- 12 февраля — в Лондоне, на сцене театра «Ковент-Гарден» состоялась премьера балета Фредерика Аштона «Месяц в деревне[англ.]» (основные исполнители Линн Сеймур[англ.], Александр Грант, Дерек Ренчер[англ.],Энтони Дауэлл).

## События
- В Ташкенте основан негосударственный драматический театр «Ильхом».

## Деятели театра

### Родились
- 28 апреля, Киевская обл. — Андрей Билоус, актёр, режиссёр и педагог, руководитель Киевского Молодого театра.
- 18 мая, Киев — Александр Кобзарь, украинский актёр и режиссёр.
- 23 октября — Михаил Горский, российский актёр театра и кино.
- 26 октября, Алтай — Амаду Мамадаков, российский актёр, режиссёр и педагог.
- 26 ноября, Саратов — Татьяна Родионова, актриса Саратовского театра драмы имени И. А. Слонова.

### Скончались
- 1 марта, Москва — Сергей Боярский, актёр театра и кино,  представитель актёрской династии Боярских.
- 6 марта –  Боян Дановский, театральный деятель Болгарии.
- 1 апреля, Одесса – Андрей Иванович Крамаренко, Народный артист Украинской ССР (1946).
- 30 апреля, Москва — Готовцев, артист МХТ и МХАТа имени М. Горького, педагог.
- 11 мая, Москва — Серафима Бирман, актриса и режиссёр, соосновательница «Ленкома», артистка Театра имени Моссовета.
- 20 июня, Москва — Виталий Доронин, артист Малого театра, киноактёр.
- 23 июня, Тарту — Эпп Кайду, эстонская актриса, режиссёр. Народная артистка Эстонской ССР.
- 17 июля, Москва — Михаил Яншин, артист МХТ, режиссёр Драматического театра имени К. С. Станиславского, народный артист СССР (1955).
- 23 августа, Москва — Иван Кузнецов, актёр театра и кино.
- 17 октября, Москва — Александр Хвыля, актёр театра и кино.
- 24 декабря, Москва — Виктор Станицын, артист МХТ, режиссёр и педагог, народный артист СССР (1948).